# Pipeta
Pipeta je deo laboratorijskog pribora koji se koristi za transport merene zapremine tečnosti.

## Upotreba
Pipete se koriste u molekularno biološkim, analitičko hemijskim i medicinskim testovima. Pipete su dostupne u različitim dizajnima sa različitim namenama i različitim nivoima preciznosti i tačnosti, od jednostavnih staklenih pipeta do kompleksnijih podešavajućih ili elektronskih pipeta. Mnoge vrste pipeta deluju putem stvaranja parcijalnog vakuuma iznad komore koja sadrži tečnost i selektivno umanjuju ovaj vakuum do bi se oslobodila kap.